# لوکاوتس و هوریتس
لوکاوتس و هوریتس (به چکی: Lukavec u Hořic) یک منطقهٔ مسکونی در جمهوری چک است که در شهرستان ییچین واقع شده‌است.